# GT Racers
GT Racers è un videogioco sviluppato da Aqua Pacific e distribuito da Oxygen Interactive, Liquid Games e Trend Redaktions- und Verlagsgesellschaft mbH tra il 2004 e il 2006.  
L'obiettivo del giocatore è quello di scalare la Classifica Piloti, competendo con altri agguerriti concorrenti in dieci gare diurne e notturne attraverso cinque città: Berlino, Londra, Parigi, Tokyo e New York. Prima di cominciare il gioco si possiedono solamente alcuni degli undici veicoli da corsa, che si potranno sbloccare in seguito vincendo il campionato ai vari livelli di difficoltà (Facile, Medio e Difficile); al contrario, le città sono disponibili tutte sin dall'inizio. 
La caratteristica modalità Editor Nome Vettura permette al giocatore di modificare il nome delle vetture presenti nel gioco, con le quali si può gareggiare in Gara Rapida e in Campionato. Nella modalità Opzioni è possibile modificare il volume audio e quello degli effetti, mentre nei Riconoscimenti si possono leggere i nomi delle persone che hanno contribuito alla realizzazione del gioco.